# Massilieurodes americanus
Massilieurodes americanus là một loài côn trùng cánh nửa trong họ Aleyrodidae, phân họ Aleyrodinae.
Massilieurodes americanus được Jensen miêu tả khoa học đầu tiên năm 2001.